# Lacul Pantelimon
Lacul Pantelimon este un lac antropic aflat la limita sectorului 3, din municipiul București, cu orașul Pantelimon din județul Ilfov, România. El are o suprafață de 260 ha, și este amplasat pe râul Colentina.
Pe malul său drept este amenajat Parcul Pantelimon.

## Calitatea apei
În urma analizelor apei efectuate de Administrația Națională Apele Române (A.N.A.R.) și a Administrația Lacuri, Parcuri și Agrement București (A.L.P.A.B.), s-au constatat următoarele:

Pentru lacul Pantelimon, valoarea pH-ului depășește izolat cu doar 0,02, dar nu reprezintă un motiv de îngrijorare, amoniul și nitrații se întâlnesc și ei în limitele normale, iar nitriții depășesc izolat cu 0,063 mg/l. Cadmiul depășește frecvent limita de 5μg/l chiar de 13 ori, plumbul depășește și el limita de 50μg/l, ajungând la valori de 200μg/l și se înregistrează depășiri ale limitei de 100 μg/l în cazul cuprului și o depășire izolată a zincului cu 204,7μg/l. În cazul fosforului limita maximă admisă este depășită de mai multe ori ajungând la valoarea de 9,07 mg/l. Și în cazul lacului Pantelimon se constată prezența streptococilor fecali, a bacteriilor coliforme fecale și a E. coli.